# Донецкий академический украинский музыкально-драматический театр
Донецкий академический украинский музыкально-драматический театр — драматический театр в городе Донецке. Театр является организатором проведения регионального театрального фестиваля «Театральный Донбасс» (с 1992 года) и Открытого фестиваля спектаклей и концертных программ для детей и юношества «Золотой ключик» (с 1997 года). 
Художественным руководителем с 1994 по 2012 год был Марк Матвеевич Бровун, народный артист Украины, лауреат Национальной премии Украины им. Т. Г. Шевченко. С 2012 г. генеральный директор-художественный руководитель театра — Волкова Наталья Марковна, заслуженный деятель искусств Украины.
В самопровозглашённой ДНР используется название Донецкий государственный академический музыкально-драматический театр имени Марка Матвеевича Бровуна.

## История
Творческая биография театра началась 7 ноября 1927 года, когда в Червонозаводском районе Харькова (тогда столицы Украинской ССР) был создан украинский рабочий театр, который должен был выполнять культурно-просветительскую миссию на востоке Украинской ССР. Основу труппы составили актёры Харьковского государственного народного театра и знаменитого театра «Березиль». Первым руководителем стал воспитанник В. Немировича-Данченко, режиссёр А. Загаров, а через год художественным руководителем был назначен ученик Л. Курбаса, режиссёр, в будущем — народный артист Украинской ССР В. Василько.
В 1930 году в рамках Всесоюзной олимпиады искусств состоялись гастроли коллектива в Москве, где Украину представляли лишь два театра, среди которых и Червонозаводской.
В 1933 году, по предложению Народного комиссариата образования Украинской ССР, творческий коллектив был переведен в Донецк (тогда ещё Сталино), где открыл свой первый сезон 7 ноября 1933 года премьерой драмы И. Микитенко «Бастилия божьей матери».
Театр стал ведущим коллективом Донбасса и одним из лучших театров Украины, чему значительно способствовали оригинальность и разнообразие репертуара, общая высокая культура и самобытность творческого коллектива. Основу труппы того периода составляли: Л. Гаккебуш, Г. Чайка, М. Ильченко, Р. Чалишенко, С. Левченко, Ю. Розумовская, Г. Петровская, В. Добровольский, Е. Чупилко, И. Савускан, В. Грипак, О. Воронцов, К. Евтимович, Е. Винников, Д. Лазуренко, В. Довбищенко, а также ученики В. Василько, будущие режиссёры М. Смирнов, И. Сикало, П. Ковтуненко, В. Гаккебуш. Лучшими спектаклями того периода были признаны: «Марко в аду», «Песня о Свечке» И. Кочерги, «Леон Кутюрье» по Б. Лавреневу, «Гайдамаки» Л. Курбаса по Т. Шевченко, «Диктатура» И. Микитенко, «Макбет» У. Шекспира, «Васса Железнова» М. Горького, «Платон Кречет» А. Корнийчука. Именно в Донбассе в репертуаре театра появляются музыкальные спектакли — от народной оперы «Наталка-Полтавка» до трагедии «Борис Годунов».
За первые 10 лет творческой деятельности театр посетил не только большие города украинского Донбасса (Ворошиловград, Мариуполь, Горловка, Артёмовск, Макеевка, Славянск), но и Баку, Минск, Витебск, Гомель, Могилев, Ленинград, Горький, Ростов-на-Дону, Киев.

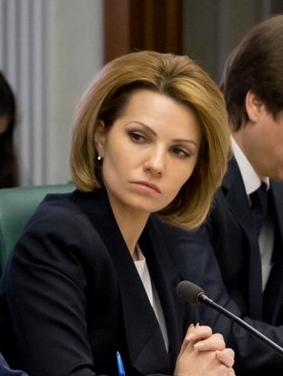
Директор театра Наталья Волкова, 2017 г.

Начало Великой Отечественной войны прервало творческую работу. Сталинский театр не был полностью эвакуирован: большинство членов коллектива пошли на фронт. Небольшая группа актёров слилась с остатками труппы Артемовского театра и была эвакуирована в Кзыл-Орду (Казахская ССР). Первый спектакль вновь созданного Театра музыкальной комедии и драмы имени Артема был показан 11 октября 1941 года. Другая, несколько большая группа, по пути в Среднюю Азию объединилась с Горловским театром и под названием Сталинский драматический театр работала в г. Джелал-Абад Киргизской ССР.
После освобождения Донбасса, в январе и марте 1944 года обе труппы вернулись в Сталино(Донецк). Формируется окончательный состав труппы Сталинского государственного украинского музыкально-драматического театра им. Артема. В это время ядро труппы составляли опытные мастера сцены: С. Коханый, И. Корж, П. Полевая, К. Даценко, К. Рябцев, Т. Кужель, режиссёры Л. Южанский и В. Гаккебуш, талантливая актёрская молодежь — В. Загаевский, М. Адамская, М. Протасенко, Х. Негримовский, Ю. Галинский, Л. Усатенко, А. Малич. А впоследствии труппу пополнили Н. Харченко, Т. Авдиенко, А. Бобина, М. Бондаренко, И. Молошников, А. Акимов, Л. Зайцева — Долгих, А. Бурлюк, Г. Горшков, Н. Крамар, Н. Гладнев, Н. Крутюк, Е. Воробьева, Е. Колодько и другие актёры.
Этот период отмечен такими знаковыми для театра постановками: «Роксолана» П. Загребельного, «Народный Малахий» Н. Кулиша, «Эмигранты» С. Мрожека, «Дон Жуан» Ж.-Б. Мольера «Мы, нижеподписавшиеся» А. Гельмана, «За двумя зайцами» по М. Старицкому, «Зойкина квартира» М. Булгакова, «Поминальная молитва» Г. Горина по Шолом-Алейхему, «Ревизор» Н. Гоголя, «Энеида» по И. Котляревскому, «В джазе только девушки» А. Аркадина-Школьника и другими.
За выдающиеся достижения в развитии украинского театрального искусства Донецкому областному украинскому музыкально-драматическому театру впервые в истории независимой Украины 28 сентября 2001 года был присвоен почетный статус академического.
24 февраля 2003 года коллектив театра удостоен Почётной грамоты Кабинета Министров Украины за весомый вклад в развитие национального театрального искусства и высокое профессиональное мастерство.
26 ноября 2009 года Указом Президента Украины театру присвоен статус национального.
В 2015 году Донецкий музыкально-драматический театр, приказом властей самопровозглашённой ДНР, получил статус государственного. На сегодня в его репертуаре насчитывается 60 репертуарных спектаклей.
В декабре 2017 г. указом первого Главы ДНР театру было присвоено имя Марка Матвеевича Бровуна, народного артиста Украины, лауреата Национальной премии Украины им. Т.Г. Шевченко.
Благодаря сотрудничеству с Союзом театральных деятелей РФ Донецкая муздрама стала членом Ассоциации деятелей русских театров зарубежья, что позволило ей активно участвовать в различных культурных программах, гастролях, повышать квалификацию своих сотрудников.
С 2015 г. при муздраме начала работу детская театральная школа-студия «Перспектива», ученики которой принимают участие в репертуарных постановках театра и других зрелищных мероприятиях. А с сентября 2018-го был возобновлен выпуск ежемесячного театрального журнала «Антракт».

## Здание

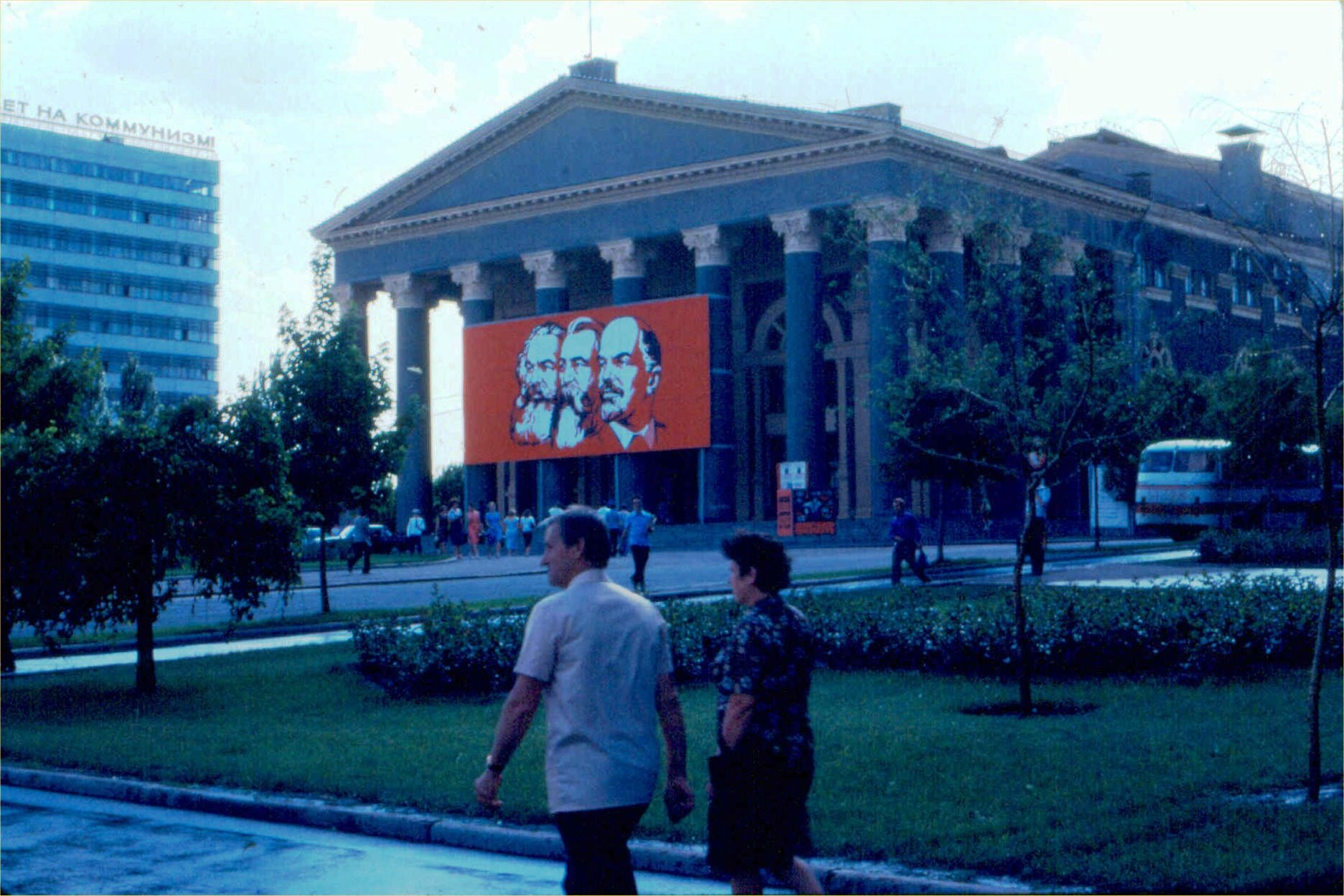
Драмтеатр в 1979 году

Долгое время не имея собственного здания, театр работал в помещении Донецкого музыкального театра (с 1947 г. — Донецкий театр оперы и балета).
Здание театра было построено в 1961 году. Архитектор — Чечик Елизавета Натановна. Театр за исключением сценической части выполнен в виде древнегреческого храма.
Театр находится в самой высокой точке поперечной оси площади Ленина, являющейся продолжением проспекта Ильича. На этом месте планировалась постройка нового здания Дома Советов, но в план формирования общественного центра города были внесены изменения.
В архитектурном проекте театра, сделанном в 1958 году, планировалась фронтонная фигура, но при строительстве театра от неё отказались из-за постановления ЦК КПСС и Совета Министров СССР 1955 года «Об устранении излишеств в проектировании и строительстве». 
Во время реконструкции театра было решено установить скульптуру на фронтоне. Так как в проектных документах не сохранились сведения о том, какая фигура планировалась к установке, был выбран новый образ. На Донецком драмтеатре установили статую Мельпомены. Им стала муза трагедии Мельпомена из древнегреческой мифологии. Она изображена с пальмовой ветвью в руках. У Донецка появилась своя Мельпомена. Высота скульптуры — 3,5 метра (высота вычислялась исходя из пропорций всего архитектурного ансамбля театра), вес — около тонны. Автор — скульптор Юрий Иванович Балдин. Скульптура была отлита из бронзы и установлена 14 марта 2005 года.
В 2005 году завершена реконструкция здания театра и обустройство прилегающей территории, которая осуществлялась без перерыва творческой деятельности коллектива, в результате чего в Донбассе появился театральный комплекс с пятью сценами. Проект реконструкции театра выполнило ППП «Донбассреконструкция», главный архитектор проекта Бучек Владимир Степанович, главный инженер проекта Краснокутский Юрий Владимирович.
В мае 2017 года на крыльце парадного входа в здание была установлена памятная гранитная плита с изображением фасада театра. Мемориал был передан коллективу театра в дар по случаю празднования 90-летнего юбилея театра.

## Труппа
В театре работает оркестр под руководством главного дирижёра, заслуженного деятеля искусств Украины Е. Кулакова и группа артистов-вокалистов под руководством главного хормейстера, заслуженного деятеля искусств Украины Т. Пащук, укомплектована профессиональная балетная группа под руководством главного балетмейстера, заслуженного деятеля искусств Украины В. Маслия.
В одном из спектаклей театра был занят Сергей Крутиков — музыкант, лидер группы «Михей и Джуманджи».
В группе театра работали несколько народных и заслуженных артистов Украины
- Елена Хохлаткина, народная артистка Украины
- Михаил Бондаренко, заслуженный артист Украины
- Андрей Бориславский, заслуженный артист Украины
- Василий Гладнев, заслуженный артист Украины
- Любовь Доброноженко, заслуженная артистка Украины
- Виктор Жданов, заслуженный артист Украины
- Владимир Квасница, заслуженный артист Украины
- Сергей Лупильцев, заслуженный артист Украины
- Андрей Романий, заслуженный артист Украины
- Татьяна Романюк, заслуженная артистка Украины
- Руслан Слабунов, заслуженный артист Украины
- Галина Скрынник, заслуженная артистка украины
- Дмитрий Федоров, заслуженный артист Украины
- Вячеслав Хохлов, заслуженный артист Украины
- Владимир Швец, заслуженный артист Украины
- Ульянова Алла,  заслуженная артистка Украины,

## Творчество
Театр стал центром украинского театрального искусства Донецкого края, привлекая зрителя к источникам украинской культуры. Главное место в репертуаре театра занимает украинская пьеса. На донецкой сцене шли: «Наталка Полтавка», «Москаль-волшебник», «Энеида» И.Котляревского, «Сватанье на Гончаровке», «Шельменко-денщик», «Голубая турецкая шаль», «Бой-баба» и «Ведьма» Г. Квитки-Основьяненко, «Маты-наймычка», «Думы мои…» по Т.Шевченко, «Суета», «Сто тысяч» И. Карпенко-Карого, «По ревизии», «Оказались в дураках», «По щучьему велению» М. Кропивницкого, «Зелье» по О. Кобылянской, «За двумя зайцами», «Цыганка Аза», «Майская ночь» М. Старицкого, «Кто смеется — тому не минется» И. Тендетникова, «Суженая-неогуженная» Елены Пчилки, «Оргия», «Кассандра» Леси Украинки, «Закон» В. Винниченко, «Свадьба Свечки», «Фея горького миндаля» И. Кочерги, «Народный Малахий», «Тетя Мотя приехала…» по пьесе «Мина Мазайло» Н. Кулиша, «Роксолана» П. Загребельного, «Свидание во времени» по В. Стусу, «Осторожно, злой лев!», «Любовь в стиле барокко» Я. Стельмаха и другие.
Обращаясь к мировой драматургии, театр берет в репертуар произведения разных стилей и направлений: «Двенадцатая ночь», «Укрощение строптивой» В. Шекспира, «Калигула» А. Камю, «Ревизор», «Рождественская ночь», «Сорочинская ярмарка» Н. Гоголя, «Коварство и любовь» Ф. Шиллера, «Маркиза де Сад» Ю. Месими, «Учитель танцев» Лопе де Веги, «Плутни Скапена» Ж.-Б. Мольера, «Свадьба Фигаро» В.-А. Моцарта на либретто Л. да Понте, «Поминальная молитва» Г. Горина по Шолом-Алейхему, «Милый друг» Ги де Мопассана, «Двойная жизнь, или Мадемуазель-проказница» по оперетте Ф. Эрве, «Дамский мастер» Ж. Фейдо, «Коломба» Ж. Ануя, «Зойкина квартира», «Полоумный Журден» М. Булгакова, «В джазе только девушки» А. Аркадина-Школьника по мотивам известного кинофильма Б. Вайлдера и другие.
Значительным событием в творческой жизни коллектива стало открытие Малой сцены, созданной в процессе реконструкции театра. Эта площадка для творческих поисков и смелых экспериментов завоевала благосклонность многих зрителей. Здесь уже увидели жизнь спектакли: «Три шутки» («Медведь. Предложение. Юбилей.») А. Чехова, «Анекдоты» А.Вампилова, «Девять ночей… Девять жизней» М. Вишнека, «Холодильники» М. Фратти, «Любофь» М. Шизгала, «Думы мои…» по Т. Шевченко, «Кавказская рулетка» В. Мережко, «Контрабас» П. Зюскинда, «Кто боится Вирджинии Вулф?» Э. Олби, «Вивисекция» Алексея Коломийцева, «Стеклянный зверинец» Т. Уильямса, «Холостяки и холостячки» Х. Левина, «Осенняя соната» И. Бергмана, «… и превратились в белых журавлей» А. Селина и другие.
Большое внимание театр уделяет воспитанию юных зрителей, для них ставились сказки: «Василиса Прекрасная», «Кот в сапогах» С. Прокофьевой, Г. Сабгир, «Аленький цветочек» Л. Браусевич, И. Карнаухова, «Катигорошек» А. Шияна, «Щелкунчик» по А. Гофману, «Марья краса — золота коса» А. Вербеца, «Осторожно, злой лев!», «Аладдин» Я. Стельмаха, «Трям, здравствуй!» С. Козлова, «Все мыши любят сыр» Д. Урбана, «Принцесса-невидимка» В. Зимина, «Приключения Буратино» по А. Толстому, «Волшебники страны Оз» по Л.-Ф. Бауму, «День рождения кота Леопольда» А. Хайта, А. Левенбука, «Храброе сердце» В. Понизова, «Крашенный лис» по И. Франко «Пеппи Длинный чулок» по А. Линтгрен, «Морозко» по народной сказке и многие другие.
Театр работает на пяти сценических площадках: Основная (большая), Малая, Экспериментальная сцены, Театральная гостиная и Сцена на Садовом. В репертуаре — более 60 спектаклей.
Сегодня Донецкий Государственный академический музыкально-драматический театр им. Марка Матвеевича Бровуна — один из авторитетных театральных коллективов  юго-восточного региона. Творческой победой коллектива театра стало получение в 2003 году спектаклем «Энеида» по И. Котляревскому Национальной премии Украины им. Т. Г. Шевченко. Лауреатами стали режиссёр-постановщик спектакля В. Шулаков и художественный руководитель-генеральный директор театра М. Бровун.
В стенах театра родилась идея проведения региональных театральных фестивалей — «Театральный Донбасс» и «Золотой ключик». Спектакли театра становились лауреатами двух всеукраинских фестивалей: «Мельпомена Таврии» и «К нам едет „Ревизор“». За значительный вклад в развитие культуры региона коллектив театра был награждён дипломом и памятным сувениром международного фестиваля «Золотой Скиф-97», а в 2000 году — Почетной грамотой благотворительного фонда развития и популяризации Донбасса «Золотой Скиф».